# Andri Baldursson
Andri Baldursson, né le 10 janvier 2002 à Kópavogur, est un footballeur international islandais qui évolue au poste de milieu de terrain à Kasımpaşa.

## Biographie

### En club
Andri commence sa carrière en Islande au sein du club de Breiðablik à Kópavogur. Il fait ses débuts lors de la dernière journée du championnat islandais, en septembre 2018.
En janvier 2019, il est prêté à Bologne, où il évolue d'abord en primavera,. Le jeune joueur impressionne en Italie, remportant notamment le Tournoi de Viareggio en 2019,. Il est définitivement acquis par Bologne en août 2019.
Appelé pour la première fois en équipe première le 26 octobre 2019 pour le match contre la Sampdoria, il réalise ses débuts en Serie A le 22 février 2020, remplaçant Andreas Skov Olsen à la 59e minute du match nul 1-1 contre l'Udinese, devenant ainsi le cinquième islandais à jouer en Serie A, et le premier à jouer pour Bologne,.
Le 4 août 2020, après avoir disputé sept matchs avec Bologne et fait sa place dans l'effectif malgré son jeune âge, il renouvelle son contrat jusqu'en 2025.

### En sélection
Avec les moins de 17 ans, il inscrit trois buts. Tout d'abord un but en amical contre la Chine, puis deux buts lors des éliminatoires du championnat d'Europe, contre Gibraltar et la Biélorussie. En mai 2019, il participe à la phase finale du championnat d'Europe des moins de 17 ans organisé en Irlande. Lors de cette compétition, il joue trois matchs. Il se met en évidence en délivrant deux passes décisives contre la Russie et une autre passe décisive contre le Portugal. Avec un bilan d'une seule victoire et deux défaites, l'Islande ne dépasse pas le premier tour du tournoi.
Il reçoit sa première convocation en équipe nationale islandaise senior le 29 août 2020 ; en prévision de la double confrontation de Ligue des nations de l'UEFA contre l'Angleterre et la Belgique. Contre la Belgique, il fait ses débuts en équipe nationale en jouant les 53 premières minutes avant d'être remplacé par Emil Hallfreðsson.

## Style de jeu
Milieu central avec de bonnes capacités techniques, avec une capacité à voir le match[Quoi ?]. Il peut également jouer au poste de milieu offensif. Il cite notamment Kevin De Bruyne comme une des inspirations,.

## Palmarès
| Bologne FC -19 ans - Vainqueur du Tournoi de Viareggio en 2019 (it) |